# 鲍甫成
鲍甫成（1932年11月20日—），安徽枞阳人，享受国务院政府特殊津贴专家，国际木材科学院院士。

## 生平
鲍甫成出生于安徽桐城义津桥镇（今属枞阳县）一个小商家庭，1950年进入原安徽大学（安徽师范大学前身）林学系学习，1954年毕业后进入中国林业科学研究院木材工业研究所工作。曾先后被选派到前苏联科学院森林研究所和美国纽约州立大学进修。1987年任木材工业研究所研究员，1993年任木材工业研究所博士生导师，1997年当选国际木材科学院院士。

## 学术贡献
先后《林业科学》、《植物学报》、美国《Wood and Fiber Science》、英国《Journal of Wood Science》、德国《Holzforschung》、澳大利亚《Australian Forestry》等学术刊物发表研究论文102篇，所著《中国主要人工林树种木材性质》一书于2000年获国家图书奖。曾获国家科技进步二等奖、国家科技进步三等奖等国家级奖励3项，获林业部科技进步一等奖、国家林业局科技进步一等奖等省部级奖励3项。

## 学术兼职
国务院学位委员会第三届学科评议组成员，中国木材基础标准化委员会主任，中国林学会木材科学学会副理事长，《林业科学》杂志副主编，《木材工业》杂志和《Forestry Studies in China》杂志编委。